# John Robichaux

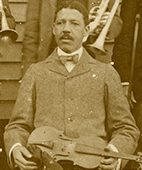
John Robichaux (1896)

John Robichaux (* 16. Januar 1866 in Thibodaux, Lafourche Parish, Louisiana; † 1939 in New Orleans, Louisiana) war ein US-amerikanischer Bandleader, Schlagzeuger und Violinist des New Orleans Jazz.
Robichaux zog 1891 nach New Orleans, wo er 1892 bis 1903 der Basstrommler der „Excelsior Brass Band“ war. Ab 1893 leitete er aber auch eigene Bands in New Orleans, in denen er Violine spielte. Er hatte schließlich in den 1910er Jahren eines der Top-Orchester der Stadt, das für die oberen Gesellschaftsschichten spielte. Die Zahl der Bandmitglieder betrug 1913 sechsunddreißig Musiker. Darunter waren so bekannte New Orleans Veteranen wie Bud Scott, Lorenzo Tio und Manuel Perez. Seine Bands spielten nicht nur Jazz, sondern allgemein die Unterhaltungsmusik der Zeit, u. a. auch viel Ragtime. 1917 bis 1927 spielte er im Lyric Theatre in New Orleans, später in Hotels. Zahlreiche seiner Arrangements und Kompositionen sind erhalten und im William Ransom Hogan Jazz Archive der Tulane University. Robichaux weigerte sich, auf Schallplatten aufzunehmen. 
Robichaux spielte auch Akkordeon. Er war der Onkel von Joe Robichaux und des gleichnamigen New Orleans-Schlagzeugers John Robichaux (1915–2005). Seine Arrangements wurden seit den 1960er Jahren von der New Orleans Ragtime Orchestra interpretiert.